# Stanton A. Coblentz
Pour les articles homonymes, voir Coblentz (homonymie).
Œuvres principales
The Sunken World
Under the Triple Suns
Stanton Arthur Coblentz, né le 24 août 1896 à San Francisco et mort le 6 septembre 1982 à Monterey en Californie, est un écrivain et un poète américain de science-fiction.

## Biographie
Il écrit dans Wonder Stories, Amazing Stories Quarterly, Weird Tales…
En 1928 il écrit le novel "The Sunken World" et un poème sur l'Atlantide dans Amazing Stories Quarterly.

## Œuvres
- The Decline of Man (1925)
- The Literary Revolution (1927)
- The Sunken World (1928)
- The Wonder Stick (1929)
- Shadows on a Wall (1930)
- In Caverns Below (1935) (aka The Hidden World)
- The Pageant of Man (1936)
- The Lord of Tranerica (1939)
- When the Birds Fly South (1945)
- An Editor Looks At Poetry (1947)
- After 12,000 Years (1950)
- Into Plutonian Depths (1950)
- The Planet of Youth (1952)
- The Rise of the Anti-Poets (1955)
- Under the Triple Suns (1955)
- The Blue Barbarians (1958)
- My Life in Poetry (1959)
- Next Door to the Sun (1960)
- The Runaway World (1961)
- The Moon People (1964)
- The Last of the Great Race (1964)
- The Lizard Lords (1964)
- The Lost Comet (1964)
- Ten Crises in Civilization (1965)
- Lord of Tranerica (1966)
- The Crimson Capsule (1967) (aka The Animal People)
- The Poetry Circus (1967)
- The Day the World Stopped (1968)
- The Militant Dissenters (1970)
- The Island People (1971)
- Light Beyond (1989)

Anthologies
- Youth Madness (1944) avec Robert Bloch -The Secret of Sebek (1937)

Séries
- Outlander (1964-1971)